# Апостольский викариат Кветты
Апостольский викариат Кветты (лат. Vicariatus Apostolicus Quettensis) — апостольский викариат Римско-Католической церкви с центром в городе Кветта, Пакистан. Апостольский викариат Кветты подчиняется непосредственно Святому Престолу. Кафедральным собором апостольского викариата Кветты является церковь Святого Розария.

## История
9 ноября 2001 года Римский папа Иоанн Павел II издал буллу Spectantibus cunctis, которой учредил апостольскую префектуру Кветты, выделив её из архиепархии Карачи и епархии Хайдарабада.
29 апреля 2010 года Римский папа Бенедикт XVI издал буллу Singulari quidem, которой преобразовал апостольскую префектуру Кветты в апостольский викариат.

## Ординарии апостольского викариата
- епископ Виктор Гнанапрагасам OMI[1](9.11.2001 — 12.12.2020).

## Источник
- Annuario Pontificio, Libreria Editrice Vaticana, Città del Vaticano, 2003, ISBN 88-209-7422-3
- Булла Spectantibus cunctis  (лат.)
- Bolla Singulari quidem, AAS 102 (2010), стр. 268  (лат.)